# Suzukiana cinerea
Suzukiana cinerea är en fjärilsart som beskrevs av Butler 1879. Suzukiana cinerea ingår i släktet Suzukiana och familjen tandspinnare. Inga underarter finns listade i Catalogue of Life.